# Oceanapia mucronata
Oceanapia mucronata är en svampdjursart som först beskrevs av Vacelet, Vasseur och Claude Lévi 1976.  Oceanapia mucronata ingår i släktet Oceanapia och familjen Phloeodictyidae.
Artens utbredningsområde är Madagaskar. Inga underarter finns listade i Catalogue of Life.